# 魏東河
魏東河，臺灣政治人物，中國國民黨籍，曾任花蓮市民代表與三屆花蓮縣議員，是當地派系人物，曾因作票和買票賄選而被判刑。

## 1992年立法委員選舉集體作票事件
1992年，時任花蓮市長的其兄魏木村代表中國國民黨參選花蓮縣第二屆立法委員選舉，12月19日爆發花蓮立委選舉集體作票事件。魏家兄弟等將大批空白選票蓋章後投入票箱致開票數多於領票數，多出的736張幽靈選票使民主進步黨所徵召的前主席黃信介以62票落後。花蓮地檢署兩名檢察官洪政和與賴慶祥決定重驗花蓮市的選票，查出作票實據。偵辦該案的洪政和檢察官記述：「魏東河事先買通投票日將擔任投開票所工作人員的花蓮市公所職員和清潔隊員工十餘人，多次聚會研究做票方式及作票時機，利用投票日中午民眾較少、較容易下手時段，私拿選票通通蓋給魏木村，再將之投入票匭，配合開票時無人清點投票名冊上領票人數之盲點，掩飾其作票勾當，達成使魏木村當選之目的。」魏東河、時任花蓮市公所民政課長黃○○及兵役課長葛○○等3人於1993年1月11日遭逮捕。魏東河、魏木村均因作票和買票賄選而分別被判有期徒刑兩年十個月與一年並於1998年入獄，是中國國民黨候選人首次因作票遭判處有期徒刑且當選無效的歷史紀錄。。

## 爭議
魏東河出獄後又於2004年因涉及開槍恐嚇取財600萬元、槍擊、教唆投擲汽油彈警告等案，遭刑事警察局「南部打擊犯罪中心」列為治平對象拘捕到案，依違反《槍砲彈藥刀械管制條例》、恐嚇取財等罪移送花蓮地方法院檢察署。
2016年花蓮市市長缺額補選時，因出身殯葬業家族的魏東河以服務處主任身份替議員兒子魏嘉賢代簽金額約10萬元的殯葬設施工程「花蓮縣議會議員建議案」申請單，另外省掛黑道竹聯幫老大和中華統一促進黨總裁身份的白狼張安樂與其手牽手替兒子魏嘉賢站台輔選，因而引發背後操縱等黑金派系家族爭議。
2017年，中國國民黨花蓮縣黨部主委首次選舉期間，曾站台與資助魏家選舉的時任花蓮縣議長賴進坤與被視為「縣長派」的魏東河互批「行政資源介入、持續請客」與「藍綠通吃」。

## 家族背景
父母以殯葬產業，大哥魏西川與大嫂辜敏惠，扛起兄長及大嫂重責，兼負扶養弟妺及產業發展，結交不少賢達人士，當時魏家經常免費幫助貧苦民眾辦理喪葬，廣結善緣，奠定其兄弟魏木村、魏東河兩兄弟轉戰政壇的基礎。
- 哥哥魏木村：曾任花蓮市長。
- 妻子林珉慧：曾任花蓮縣議員、花蓮市民代表。
- 長女魏如薰：曾任花蓮市民代表[19]。
- 長子魏嘉賢：現任花蓮縣議員，曾為花蓮市長。
- 次子魏嘉彥：現任花蓮市長，曾任花蓮市民代表、花蓮縣議員。[20]
- 三子魏鈺晟：現任花蓮市民代表[18][21]。